# Народицька територіальна громада
Народицька селищна територіальна громада — територіальна громада України в Коростенському районі Житомирської області. Адміністративний центр — селище Народичі.

## Загальна інформація
Площа території — 1275 км², кількість населення — 9 382 особи (2020).
Станом на 2018 рік, площа території громади становила 1284 км², кількість населення — 9 501 особа.

## Населені пункти
До складу громади входять 1 селище (Народичі) і 64 села: Бабиничі, Базар, Батьківщина, Болотниця, Бродник, Буда-Голубієвичі, Булів, Васьківці, Великі Міньки, Вила, Вільхова, В'язівка, Ганнівка, Голубієвичі, Грезля, Гута-Ксаверівська, Гуто-Мар'ятин, Давидки, Жерев, Журавлинка, Заводне, Закусили, Залісся, Калинівка, Карпилівка, Клочки, Колосівка, Ласки, Латаші, Липлянщина, Листвинівка, Лозниця, Любарка, Межиліска, Мотійки, Недашківка, Нова Радча, Новий Дорогинь, Ноздрище, Норинці, Одруби, Оржів, Осика, Радча, Ровба, Розсохівське, Рубежівка, Рудня-Базарська, Рудня-Кам'янка, Савченки, Селець, Сингаї, Славенщина, Славковиці, Слобода-В'язівка, Снитище, Стара Радча, Старий Дорогинь, Старий Кужіль, Сухарівка, Тичків, Христинівка, Червоне, Яжберень.

## Старостинські округи
Базарський, Закусилівський, Заліський, Норинцівський, Стародорогинський.

## Історія
Утворена 6 серпня 2015 року, в рамках адміністративно-територіальної реформи 2015 року, шляхом об'єднання всіх рад району: Народицької селищної та Базарської, Болотницької, В'язівської, Гуто-Мар'ятинської, Закусилівської, Заліської, Ласківської, Межиліської, Мотійківської, Новодорогинської, Норинцівської, Радчанської, Селецької, Стародорогинської, Сухарівської сільських рад Народицького району Житомирської області.
Склад громади затверджено розпорядженням Кабінету Міністрів України № 711-р від 12 червня 2020 року «Про визначення адміністративних центрів та затвердження територій територіальних громад Житомирської області».
Відповідно до постанови Верховної Ради України № 807-IX від 17 липня 2020 року «Про утворення та ліквідацію районів», громада увійшла до складу новоствореного Коростенського району Житомирської області.